# ロビンオー
ロビンオー (1928年4月24日 - 1947年6月10日) は、日本の競走馬。主な勝ち鞍は1931年の各内国産古馬連合、牝馬連合競走、1932年の帝室御賞典。
引退後はマンナの名で繁殖入り。産駒からは1950年の中山大障害を制したエイシヤインを出した。また、シアンモアとの配合で産んだ第参マンナ（カネフブキ・クモノハナ・ヤシマベルの母）と第五マンナ（トキツカゼの母）の全姉妹が繁殖牝馬として大きな成功をおさめた。
このほかの直系子孫にはヤマカツスズラン、ミナガワマンナ、トウメイ、オートキツ、オンワードゼア、ウメノファイバーなどがいる。

## 主な牝系図
- Morel 1805 ---No.1-b始祖
  - （6代省略）
    - *フラストレート 1900 ←---フラストレート牝系に戻る
      - 第三フラストレート 1910
        - マンナ 1928 ---↓改行
          - 第五マンナ 1939
            - トキツカゼ 1944 ---→トキツカゼ牝系へ

---↓マンナ牝系
牝系図の主要な部分（太字はGI級競走優勝馬）は以下の通り。
- マンナ 1928（帝室御賞典、各内国産古馬連合）
  - 第参マンナ 1937
    - カネフブキ 1946（中山記念）
    - クモノハナ 1947（皐月賞、東京優駿）
    - ニユーマンナ 1949
      - ロイヤルマンナー 1963
        - ルピナスマンナ 1970
          - リマンドハイリイ 1976
            - ミネノオウカン 1983（桜花賞【浦和】）
              - ドラールオウカン 1988（東京大賞典、東京記念、ロジータ記念）
              - ドラールクラウン 1992（戸塚記念）

      - タイムマンナ 1965
        - コビナタヒメ 1974
          - フジノタカコマチ 1985
            - ヤマカツスズラン 1997（阪神3歳牝馬S、全日本サラブレッドC、マーメイドS、クイーンS）
            - ピカレスクコート 2002（ダービー卿CT）

    - ヤシマベツチイ 1952（桜花賞）
      - カンコウクイン 1964
        - フラストメア 1975（京都大障害・秋）
          - ラブミィテンダー 1985
            - ラブミースルー 1995
              - マンボビーン 2008（兵庫サマークイーン賞、のじぎく賞、ル・プランタン賞、園田クイーンセレクション）

        - サルサポニータ 1978
          - ニシヤマショウ 1985（北九州記念）

  - 第四マンナ 1938
    - ロングラン 1952
      - アサヒマンナ 1960
        - ロングマンナ 1970
          - ミナガワマンナ 1978（菊花賞、アルゼンチン共和国杯）

  - 第五マンナ 1939
    - トキツカゼ 1944（皐月賞、優駿牝馬、カブトヤマ記念）---→トキツカゼ牝系へ
    - トキツウミ 1945
      - フェアマンナ 1953（優駿牝馬、毎日王冠、中山4歳S）
      - セルローズ 1954（天皇賞（秋））
        - セルリオン 1962
          - セルソロン 1969
            - ジプシークイン 1982
              - ジプシーワンダー 1993
                - サイレントスタメン 2006（東京ダービー、クラウンC）

      - トキツヒロ 1956（鳴尾記念、阪神大賞典）

  - 第六マンナ 1941
    - マルイケ 1950
      - スターサフアイヤ 1956
        - カリムスタア 1963
          - フジパール 1976
            - フジノルージユ 1987
              - スーパーイエロー 1982
                - ケーエフネプチュン 1991（関東オークス、東京プリンセス賞、ロジータ記念、エンプレス杯ほか）

              - フジノルージユ 1987
                - チャンネルワン 1996
                  - シルクメビウス 2006（東海S、ブリーダーズゴールドC、ユニコーンS）
                  - ウインガニオン 2012（中京記念）

    - トシフジ 1951
      - トシマンナ 1958
        - トウメイ 1966（有馬記念、天皇賞（秋）、マイラーズC、牝馬東京タイムズ杯、阪急杯、京都4歳特別）
          - ホクメイ 1973（道営記念、瑞穂賞）
          - テンメイ 1974（天皇賞（秋）、京都大賞典）
          - トウウン 1983
            - アイロニック 1999
              - ニックバニヤン 2005（羽田盃）

        - キヨマンナ 1977
          - キヨシノブ 1982
            - ヒダカハヤト 1987（カブトヤマ記念、金杯（東））

牝系図の出典：Galopp-Sieger

## 血統表
| マンナ（競走馬名ロビンオー）の血統 | マンナ（競走馬名ロビンオー）の血統 | マンナ（競走馬名ロビンオー）の血統 | （血統表の出典）             | （血統表の出典） |
| 父系                               | セントサイモン系                   | セントサイモン系                   | セントサイモン系             |                  |
| 父 *クラツクマンナン 1919 鹿毛     | 父の父Lomond 1909 鹿毛             | Desmond                            | St. Simon                    | St. Simon        |
| 父 *クラツクマンナン 1919 鹿毛     | 父の父Lomond 1909 鹿毛             | Desmond                            | L'Abbesse de Jouarre         |                  |
| 父 *クラツクマンナン 1919 鹿毛     | 父の父Lomond 1909 鹿毛             | Lowland Aggie                      | Alloway                      | Alloway          |
| 父 *クラツクマンナン 1919 鹿毛     | 父の父Lomond 1909 鹿毛             | Lowland Aggie                      | Agnes Sarum                  |                  |
| 父 *クラツクマンナン 1919 鹿毛     | 父の母Pretty Polly 1901 栗毛       | Gallinule                          | Isonomy                      | Isonomy          |
| 父 *クラツクマンナン 1919 鹿毛     | 父の母Pretty Polly 1901 栗毛       | Gallinule                          | Moorhen                      |                  |
| 父 *クラツクマンナン 1919 鹿毛     | 父の母Pretty Polly 1901 栗毛       | Admiration                         | Saraband                     | Saraband         |
| 父 *クラツクマンナン 1919 鹿毛     | 父の母Pretty Polly 1901 栗毛       | Admiration                         | Gaze                         |                  |
| 母 第三フラストレート 1910 栗毛    | 母の父*インタグリオー 1899 栗毛    | Childwick                          | St. Simon                    | St. Simon        |
| 母 第三フラストレート 1910 栗毛    | 母の父*インタグリオー 1899 栗毛    | Childwick                          | Plaisanterie                 |                  |
| 母 第三フラストレート 1910 栗毛    | 母の父*インタグリオー 1899 栗毛    | Cameo                              | Thurio                       | Thurio           |
| 母 第三フラストレート 1910 栗毛    | 母の父*インタグリオー 1899 栗毛    | Cameo                              | Light of Other Days          |                  |
| 母 第三フラストレート 1910 栗毛    | 母の母*フラストレート 1900 栗毛    | St. Frusquin                       | St. Simon                    | St. Simon        |
| 母 第三フラストレート 1910 栗毛    | 母の母*フラストレート 1900 栗毛    | St. Frusquin                       | Isabel                       |                  |
| 母 第三フラストレート 1910 栗毛    | 母の母*フラストレート 1900 栗毛    | Hattie                             | Kendal                       | Kendal           |
| 母 第三フラストレート 1910 栗毛    | 母の母*フラストレート 1900 栗毛    | Hattie                             | Skarte                       |                  |
| 母系(F-No.)                        | フラストレート(GB)系(FN:1-b)       | フラストレート(GB)系(FN:1-b)       | フラストレート(GB)系(FN:1-b) | [ § 2 ]          |
| 5代内の近親交配                    | St. Simon 4×4・4                   | St. Simon 4×4・4                   | St. Simon 4×4・4             | [ § 3 ]          |
| 出典                               | 1. 2. 3.                           | 1. 2. 3.                           | 1. 2. 3.                     | 1. 2. 3.         |